# جاك رولينز
جاك رولينز (بالإنجليزية: Jack Rollins)‏ هو منتج أفلام ومنتج تلفزيوني أمريكي، ولد في 23 مارس 1915 في بروكلين في الولايات المتحدة، وتوفي في 18 يونيو 2015 في مانهاتن في الولايات المتحدة.

## وصلات خارجية
- جاك رولينز على موقع IMDb (الإنجليزية)
- جاك رولينز على موقع ألو سيني (الفرنسية)
- جاك رولينز على موقع أول موفي (الإنجليزية)
- جاك رولينز على موقع قاعدة بيانات برودواي على الإنترنت (الإنجليزية)
- جاك رولينز على موقع قاعدة بيانات الأفلام السويدية (السويدية)
- جاك رولينز على موقع قاعدة بيانات الفيلم (الإنجليزية)
- جاك رولينز على موقع كينوبويسك (الروسية)